# Britanski Somaliland
Britanski Somaliland je bio britanski protektorat na sjevernom dijelu današnje Somalije. Tijekom većine britanske kolonijalne vladavine Britanski Somaliland je bio okružen Talijanskim i Francuskim Somalilandom te Etiopijom. Od 1940. do 1941.| Talijani su okupirali britanski dio Somalije te ga pripojili Talijanskoj Istočnoj Africi. Protektorat je nakratko dobio nezavisnost 26. lipnja 1960. kao Država Somaliland prije nego što se četiri dana kasnije ujedinio s bivšim Talijanskim Somalilandom u Somalsku Republiku 1. srpnja 1960. Vlada današnjeg Somalilanda (na prostoru bivšeg Britanskog Somalilanda) koja je proglasila vlastitu nezavisnost 1991. u svijetu je priznata samo kao autonomna regija Somalije.

## Somalsko-britanski ugovor i stvaranje protektorata
1888. nakon potpisivanja ugovora sa somalskim sultanima kao što je Mohamoud Ali Shire iz sultanata Warsangali, Velika Britanija je osnovala vlastiti protektorat nazvan Britanski Somaliland. Njime je upravljao ured za vanjske poslove sve do 1905. kada upravljanje preuzima kolonijalni ured.
Općenito, Ujedinjeno Kraljevstvo nije imalo nikakvih interesa na tome području zbog nepostojanja resursa. Kolonija je osnovana zbog potrebe "da se osigura opskrba tržišta, nadzor nad trgovinom robljem te onemogućavanje uplitanja stranih sila". Britanci su svoj dio Somalije vidjeli kao izvor zaliha mesa za kolonije u Adenu te kao zaštitu karavanskih puteva u unutrašnjosti zemlje. Zbog toga je ta regija dobila nadimak "Adenska mesnica".
Kolonijalna uprava u tom razdoblju nije proširila administrativnu infrastrukturu izvan obala.

## Derviška država
Od 1899. Britanija je bila prisiljena uložiti veliki kapital u ljudstvu i vojsci u krvave borbe u desetljećima dugom pokretu otpora koji je vodio somalski vjerski vođa Mohammed Abdullah Hassan, čelnik Derviške države. Britanci su mu dali kolonijalni naziv Mad Mullah (hrv. ludi, pobješnjeli Mula) zbog bezuspješnih borbi protiv Hassanove vojske prije 1. svjetskog rata.
9. kolovoza 1913. je somalilandska kolonijalna policija na devama pretrpjela ozbiljan poraz od Mad Mullaha u bitci kod mjesta Dul Madoba. Ubijeno ili ranjeno je 57 ljudi od ukupno 110 članova korpusa, uključujući zapovjednika Richarda Corfielda. Sam Mohammed Abdullah Hassan je izbjegao nekoliko pokušaja da ga se uhvati.
1914. osnovan je somalilandski korpus na devama kako bi pomogao u održavanju reda u Britanskom Somalilandu.
1920. pokrenuta je peta i konačna ekspedicija potrage za Mohammedom Hassanom i njegovim sljedbenicima. Tada je upotrijebljena nova tehnologija koja je uključivala vojne avione. Napadnuta je derviška prijestolnica Taleex te su ubijeni mnogi članovi Hassanove obitelji koja je tamo bila u službenom posjetu. Mad Mullah i njegovi derviški pristaše su pobjegli u Ogaden gdje je Hassan umro 1921. godine. Tako je nakon 20 godina duge borbe konačno ugušena Hassanova pobuna.

## Britanski Somaliland (1920. – 1930.)
Dva temeljna cilja britanske kolonijalne politike nakon poraza od Derviškog otpora bila su očuvanje stabilnosti i gospodarska samodostatnosta kolonije. Drugi cilj je bio nedostižan zbog lokalnog otpora prema oporezivanju od čega je kolonijalna uprava mogla imati koristi. Do 1930-ih kolonijalna prisutnost je proširena na sve dijelove britanskog Somalilanda, razvijena je trgovina i dr.

## Talijanska invazija
U kolovozu 1940. britanski protektorat je okupirala Italija. Talijansko osvajanje britanskog Somalilanda bila je jedina pobjeda Italije nad saveznicima u Drugom svjetskom ratu bez pomoći njemačkih trupa.
U ožujku 1941. britanski Somaliland su ponovo zauzele britanske imperijalne snage. Ostaci talijanskog gerilskog otpora u britanskom dijelu Somalije su uništeni do ljeta 1942.

## Neovisnost
U svibnju 1960. britanska Vlada je izjavila da će svom protektoratu u Somaliji dati nezavisnost s ciljem da se to područje ujedini s talijanskim Somalilandom. Zakonodavno vijeće britanskog Somalilanda je u travnju 1960. usvojilo rezoluciju o nezavisnosti i spajanju s talijanskim dijelom Somalije. Zakonodavna vijeća oba područja su se složila s tim prijedlogom na zajedničkoj konferenciji u Mogadišuu.
Britanski protektorat je stekao nezavisnost 26. lipnja 1960. godine pod imenom Država Somaliland. Talijanska Somalija svoju je nezavisnost stekla četiri dana poslije nakon čega su se dva entiteta odmah spojila 1. srpnja 1960. u Somalijsku Republiku.

## Današnji Somaliland
1991. godine nakon sloma somalske Vlade i državnim udarom kojim je smijenjen predsjednik Siad Barre, područje koje je nekad obuhvaćalo britanski Somaliland je proglasilo vlastitu nezavisnost kao Država Somaliland. Unatoč svemu, Somaliland do danas nije priznala niti jedna država ili međunarodna organizacija nego se smatra autonomnom regijom unutar Somalije.

## Vanjske poveznice
Sestrinski projekti
|  | Zajednički poslužitelj ima još gradiva o temi Britanski Somaliland |